# Topologická algebra
V matematice topologická algebra A nad topologickým polem K je topologický vektorový prostor spolu se spojitým součinem
{\displaystyle \cdot :A\times A\longrightarrow A}
{\displaystyle (a,b)\longmapsto a\cdot b}
který z toho dělá algebru nad K. Unitální asociativní topologická algebra je topologický okruh.
Příklad topologické algebry je algebra C[0,1] spojitých funkcí s reálnými hodnotami na uzavřeném jednotkovém intervalu [0,1],
nebo víc obecně jakákoli Banachova algebra.
Termín navrhl David van Dantzig; objevil se v titulu jeho doktorandské dizertace v roce 1931.
Přirozená představa subprostoru v topologické algebře je tvořena (topologicky) uzavřenou subalgebrou. Topologická algebra A je generována podmnožinou S, pokud samotná A je nejmenší uzavřenou subalgebrou A, která obsahuje S. Například podle teorému Stoneho–Weierstrassa, množina {id[0,1]} obsahující jen funkci identity id[0,1] je generující množina Banachovy algebry C[0,1].